# Carrigtwohill
Carrigtwohill (en gaèlic irlandès Carraig Thuathail que vol dir "roca de Thuathail") és una vila al comtat de Cork, a la província de Munster. Es troba a la regió de Cork Metropolità, a 16 kilòmetres de Cork.

## Personatges
- Dáibhí Ó Bruadair, poeta en gaèlic